# Mount Vernon (herrgård)
Mount Vernon är en herrgård nära Alexandria, Virginia, USA. Mount Vernon var privatbostaden för George Washington, USA:s förste president. Herrgården är uppförd i trä i nyklassisk georgiansk arkitektonisk stil, och ligger vid floden Potomac. Sedan 2008 är Mount Vernon uppsatt på USA:s lista över förslag till världsarv (USA:s tentativa lista).

### Notförteckning
1. ↑  ”Mount Vernon” (på engelska). UNESCO World Heritage Centre. http://whc.unesco.org/en/tentativelists/5245/. Läst 12 maj 2010.